# Suvi Do (Tutin)
Suvi Do (em cirílico: Суви До) é uma vila da Sérvia localizada no município de Tutin, pertencente ao distrito de Ráscia, na região de Ráscia, Stari Vlah e Sanjaco. A sua população era de 431 habitantes segundo o censo de 2011.

## Demografia
| 1948 | 1953 | 1961 | 1971 | 1981 | 1991 | 2002 | 2011 |
| ---- | ---- | ---- | ---- | ---- | ---- | ---- | ---- |
| 788  | 909  | 745  | 688  | 475  | 414  | 401  | 431  |